# Wargajaya (Sukamakmur)
Wargajaya is een bestuurslaag in het regentschap Bogor van de provincie West-Java, Indonesië. Wargajaya telt 7355 inwoners (volkstelling 2010).